# 谭景棠
谭景棠（1876年—1915年），又名谭锦棠，广东省香山县人，中国摄影师。

## 生平
谭景棠在1900年前后独自担任京张铁路的摄影（后来出版为《京张路工摄影》），包括线路、桥梁、机车、车站、郑廷襄发明的车辆挂钩技术、詹天佑身穿清朝官服的照片等。完成铁路摄影后，谭景棠在上海四川路开设同生照相馆，曾拍摄孙中山开会照片、孙中山就任临时大总统的半身照。后来，同生照相馆迁往北京前门廊房头条。其后朱启钤将中央公园绘影楼划给同生照相馆开设分号。1915年，谭景棠患白喉去世。
其子谭正曦承父业继续经营同生照相馆。
据称谭景棠也曾参加中国同盟会的活动。